# Лев II (герцог Гаетанський)
Лев II, герцог Гаетанський (1014—1024), син герцога Іоанна III, наставник Іоанна V, який був дитиною на час спадкування престолу, дехто навіть вважає, що він народився по смерті батька. За право регентства боролись його дядько Лев II та баба Емілія. З 1014 по 1024 Лев був співправителем, після чого залишив владу, утік до Ітрі та передав регентство Емілії.
У 1036 у грамоті, якою зробив пожертву монастирю, називав себе титулом «сенатор».